# Magh Adhair

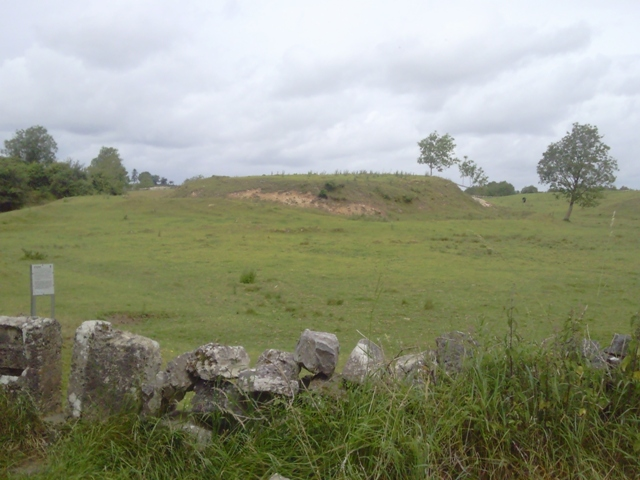
Magh Adhair

Magh Adhair (deutsch „Adairs Ebene“) ist ab 1118 der Inaugurationsplatz der Könige von Thomond und ein Ort archäologischer Bedeutung in der Nähe von Quin im County Clare in Irland. Traditionell bekannt ist es als Ort, an dem die O’Briens inthronisiert wurden.
Magh Adhair besteht aus dem etwa 6,0 m hohen, mit einem Erdmantel versehenen teilweise erodierten Cairn, einem weiteren kleineren Cairn, Resten von Erdwällen, einem 1,9 m hohen Menhir, einem Burnt Mound (irisch fulacht fiadh) und einem Bullaun aus violettem Gestein. Der Ort ist nicht ausgegraben und datiert worden, so dass die Ära, in der der Komplex erstmals in Gebrauch kam, Spekulation ist. Der Hügel wurde vermutlich zwischen der Bronze- und der Eisenzeit errichtet. Wahrscheinlich wurde der Platz etwa 1500 Jahre lang in verschiedenen Phasen verwendet.
Die irischen Antiquare John O’Donovan (1806–1861) und Thomas Johnson Westropp (1860–1922) glaubten, dass der Name „Magh Adhair“ ursprünglich eine große Fläche beschrieb, vielleicht sogar das gesamte Clare oder die Ebene, von der die Grafschaft ihren Namen hat. Sie glaubten, dass der Bedeutungsbereich kontinuierlich schrumpfte, bis er nur noch für das Feld, in dem das Denkmal steht, und das angrenzende „Moyross/Moyree“ galt. Interessant ist, dass das Suffix Ree aus dem Wort rí abgeleitet wird, was „König“ bedeutet.
Der früheste Verweis auf diese Stelle erfolgte erst 981 in den Annalen der vier Meister. Maelseacchlainn, der Sohn von Domhnall, plünderte das Gebiet der Dal gCais und riss die „Bile von Magh Adhair“ aus dem Boden. Eine Bile ist ein Baum von religiöser Bedeutung. Aus den Anmerkungen ist ersichtlich, dass das Fällen eines solchen Baumes ein Vergehen ist. 1051 wurde ein Baum von Magh Adhair von Hugh O’Conor erneut gefällt.
In Frosts Geschichte und Topographie der Grafschaft Clare und in O’Donovan & O’Curry's ordnance survey letters von 1839, wird berichtet, dass der Hügel seinen Namen von Adhair, dem Sohn von Umor und dem Bruder von Aengus, einem Häuptling der Fir Bolg, erhielt.
In den Lecan-Aufzeichnungen heißt es, dass Amhalghaidh Mac Fiachrach den Hügel von Magh Adhair als Grab für sich bestimmt hat, damit seine Nachkommen Messen am Hügel lesen lassen. Tatsächlich sind Versammlungen oder irachts (dt. Anstrengungen) überliefert, die bis zum 19. Jahrhundert stattgefunden haben. Die letzte bekannte Messe fand im Jahre 1838 statt.
Etwa 500 Meter südwestlich liegt das baumüberwachsene dreifach umwallte Cahercalla, das in Beziehung zu den Inaugurationsriten gestanden haben soll. Den Aufzeichnungen des National Monuments Service zufolge gibt es in Clare 940 Ringforts aus Stein (Cashels). Um Quin sind es 40.  